# Australia en los Juegos Olímpicos de Albertville 1992
Australia estuvo representada en los Juegos Olímpicos de Albertville 1992 por un total de 23 deportistas que compitieron en 9 deportes.  
El portador de la bandera en la ceremonia de apertura fue el patinador de velocidad Danny Kah. El equipo olímpico australiano no obtuvo ninguna medalla en estos Juegos.